# Häberlin (Familie)
Die Familie Häberlin (Amlikon-Bissegg-Linie, Kanton Thurgau) war eine prominente und einflussreiche Familie in der Schweizer Politik und Regierung. Aufgrund ihres Machteinflusses auf allen drei federalen Ebenen (Exekutive, Legislative und Judikative) wurde die Familie Häberlin als Dynastengeschlecht der Häberlinge oder als Demokratische Dynastie Häberlin bezeichnet. Die Familienursprünge können urkundlich bis in das Jahr 1441 zurückverfolgt werden. Die Familie Häberlin besteht aus zwei Hauptlinien, und zwar die von Märstetten und die andere aus Bissegg.

## Zunahme an Einfluss (1441–1850)
Während Häberlins lokale Richterämter in der einen oder anderen Weise so weit zurück als 1623 belegten, war es mit Hans Conrad Häberlin (1785–1863) von der Bissegg-Amlikon-Linie, dass der Aufstieg der Familie Häberlin zu Machteinfluss begann. Als der Kanton Thurgau zu einem unabhängigen und gleichberechtigten Kanton der Eidgenossenschaft im Jahre 1803 avancierte, wurde es auch für die Bürgerlichen möglich, Studien zu betreiben. Dies ermöglichte es Hans Conrad, Rechtswissenschaft zu studieren und anschliessend als Rechtsschreiber auf dem Bezirksgericht in Tobel zu amtieren. In den 1830er Jahren etablierte er sich als konservativer Politiker. Er hatte acht Kinder, von denen zwei – Conrad Eduard und Friedrich Heinrich – auch Rechtswissenschaften studierten.

## Ära des grössten Einflusses (1850–1969)
Der Aufstieg und Einfluss der Familie Häberlin – nicht nur auf lokaler, sondern auch auf Bundesebene – begann mit Conrad Eduard  Häberlin (1820–1884). Er war Anwalt, Eisenbahndirektor in Weinfelden, Mitglied und Präsident des Grossen Rates Thurgau, Präsident des Bildungsausschusses, Staatsanwalt, Mitglied des Schweizer Ständerats und Nationalrats. Von 1862 bis 1869 war er Bundesrichter, und im Jahre 1867 war er Vorsitzender am Bundesgericht. In den 1860er Jahren hatte er so viele verschiedene Mandate akkumuliert, dass die Opposition gegen seine Ämteranhäufung, die als System Häberlin bezeichnet wurde, kämpfte und schließlich im Jahre 1869 eine Verfassungsreform durchsetzen konnte. Er war der Vater von zwei Söhnen, Carl und Alfred.
Conrad Eduard Häberlin, jüngster Bruder von Friedrich Heinrich Häberlin (1834–1897) war Rechtsanwalt in Weinfelden und Mitglied des Schweizer Nationalrates, von dem er als Präsident von 1889 bis 1890 war. Friedrich Heinrich Häberlin hatte einen Sohn, Heinrich, und zwei Töchter, Anna und Dora. Heinrich Häberlin (1868–1947) trat in die Fußstapfen seiner Vorgänger und wurde Rechtsanwalt in Frauenfeld, Mitglied des Grossen Rates des Kantons Thurgau, Mitglied des Schweizer Nationalrates, den er im Jahre 1919 präsidierte. 1920 wurde er in den Bundesrat gewählt und stand dem Eidgenössischen Justiz- und Polizeidepartement bis 1934 vor. Er wurde zweimal zum Bundespräsidenten gewählt, in den Jahren 1926 und 1931. Ausserdem war er 1924 Präsident des Stiftungsrates von Pro Juventute gewesen. Von 1921 bis zu seinem Tod präsidierte er die Ulrico-Hoepli-Stiftung, von 1939 bis 1944 die Kulturstiftung Pro Helvetia und von 1936 bis 1946 die Eidgenössische Natur- und Heimatschutzkommission. Ausserdem sass er im Verwaltungsrat der Schweizerischen Unfallversicherungsanstalt. 1930 erhielt er von der juristischen Fakultät der Universität Basel den Ehrendoktortitel. Er war der Vater von zwei Söhnen, Friedrich Karl und Heinrich.
Heinrich Häberlins Sohn, Fritz Häberlin (1899–1970), wurde Bundesrichter des Schweizerischen Bundesgerichtes, dem er 1965 und 1966 als Präsident vorstand. Fritz Häberlin heiratete Elisabeth Hortense Rose Moll, die Tochter von Alfred Moll, Präsident des Schweizerischen Nationalrates von 1908 bis 1919.
Fritz und Elisabeth hatten drei Kinder, Heinz Martin (1930–1971), Marguerite (* 1931) und Elisabeth (* 1938). Heinz wurde nach Abschluss seines Jurastudiums Partner eines Rechtsanwalt- und Notarbüros in Biel. Heinz Häberlin war der Vater des professionellen Kampfkunstmeisters Frank Häberlin (* 1968), dem letzten männlichen Spross dieses Familienzweiges.